# 당산서중학교
당산서중학교(堂山西中學校)는 대한민국 서울특별시 영등포구 당산동5가에 있는 공립 중학교이다.

## 학교 연혁
- 1982년 12월 9일 : 당산서중학교 설립 인가
- 1983년 1월 13일 : 정영진 초대 교장 취임
- 1986년 2월 13일 : 제1회 졸업식(1,382명)
- 2004년 4월 2일 : 정보동 신축 완공
- 2022년 9월 1일 : 장용화 제12대 교장 부임
- 2023년 1월 6일 : 제38회 졸업식(160명) 총 졸업생 15,523명
- 2023년 3월 2일 : 신입생 입학(124명)

## 참고 자료
- 당산서중학교 - 한국교육학술정보원 학교알리미